# Socha Krista Spasitele (Rio de Janeiro)
Socha Krista Spasitele (portugalsky Cristo Redentor) je socha na kopci Corcovado (710 m n. m.), tyčící se nad brazilským městem Rio de Janeiro. Nachází se v národním parku Tijuca a od roku 2012 je společně s dalšími přírodními památkami Ria zapsána na seznam světového kulturního dědictví UNESCO. Je symbolem města, křesťanství a světoznámou turistickou atrakcí.

## Historie
Poprvé myšlenku na postavení sochy představil roku 1859 kněz Pedro Maria Boss brazilské princezně Isabele. Na dlouhou dobu však zapadla a vynořila se znovu se stým výročím vyhlášení nezávislosti země, nahrávalo jí i vybudování železnice k vrcholu hory. Tuto sochu si roku 1921 objednala arcidiecéze v Riu de Janeiru. Socha má rozpřažené ruce doširoka a tímto gestem objímá a chrání město.
Základní kámen byl položen roku 1922 a roku 1923 byl v soutěži vybrán projekt brazilského inženýra Heitora da Silvy Costy, práce započaly v roce 1926. Socha je však dílem francouzského sochaře polského původu Maximiliena Paula Landowského. Slavnostně odhalená byla 12. října 1931 jako památník brazilské nezávislosti na Portugalsku, vyhlášené roku 1822. Výstavba sochy stála 250 000 USD, přičemž většina peněz byla vybrána mezi věřícími. Socha byla posvěcena a otevřena pro veřejnost dne 12. října 1931. Velká slavnost k 50. výročí sochy se konala za přítomnosti papeže Jana Pavla II. 12. října 1981.
7. července roku 2007 byla zařazena do novodobého seznamu Sedmi divů světa.

## Technické parametry
Socha je vyrobena ze železobetonu, kromě vnějších vrstev, pro které projektant Heitor da Silva Costa vybral mastek, který má trvalé vlastnosti a snadno se opracovává. Socha měří 30 metrů a stojí na podstavci, který je vysoký 7 metrů. Hlava sochy váží 35,6 tuny, jedna ruka 9,1 tuny a vzdálenost mezi napřaženýma rukama je 23 metrů. Celá socha váží okolo 700 tun. Do roku 1994 byl Vykupitel nejvyšší sochou Ježíše na světě, poté byl překonán monumentem Krista Svornosti v bolivijské Cochabambě a v roce 2009 sochou Spasitele v polském Świebodzinu, vysokou 36 metrů.
Na vrchol kopce je postavená dráha, která tam byla vystavěna v roce 1885, končí asi 40 metrů pod špicí kopce. Z konečné zastávky poté vede dál cesta s 220 schody až k úpatí sochy. Na podstavci sochy je vyhlídková terasa. K soše je také možno se dostat pomocí eskalátorů a výtahů namísto schodů. Z terasy je vidět např. pláže Copacabanu a Ipanemu a nebo stadion Maracanã a mezinárodní letiště Rio de Janeiro-Galeão.